# Platycuma marginalis
Platycuma marginalis är en kräftdjursart som beskrevs av John Todd Zimmer 1943. Platycuma marginalis ingår i släktet Platycuma och familjen Nannastacidae. Inga underarter finns listade i Catalogue of Life.